# فرودگاه بین‌المللی میامی

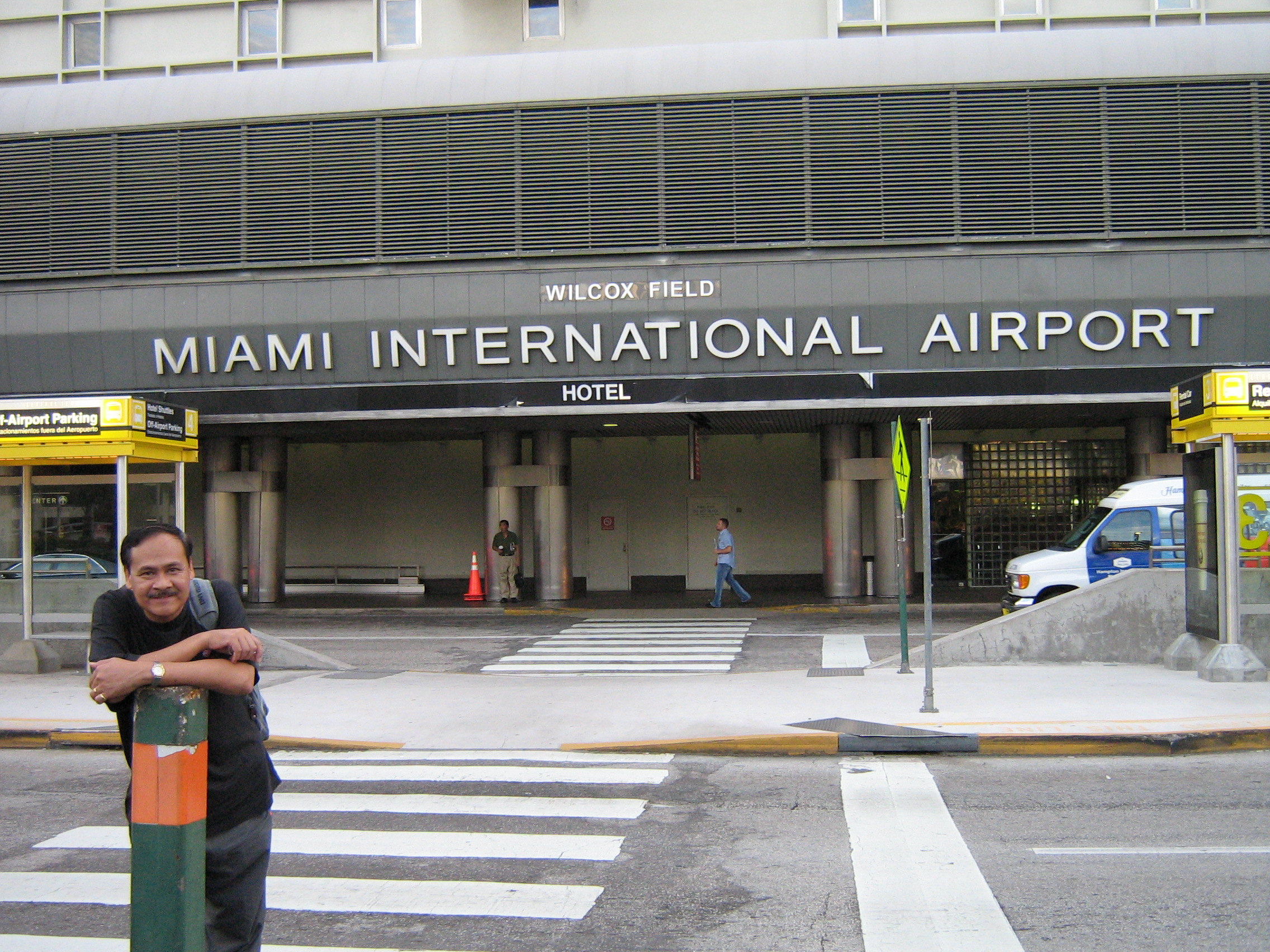
فرودگاه بین‌المللی میامی

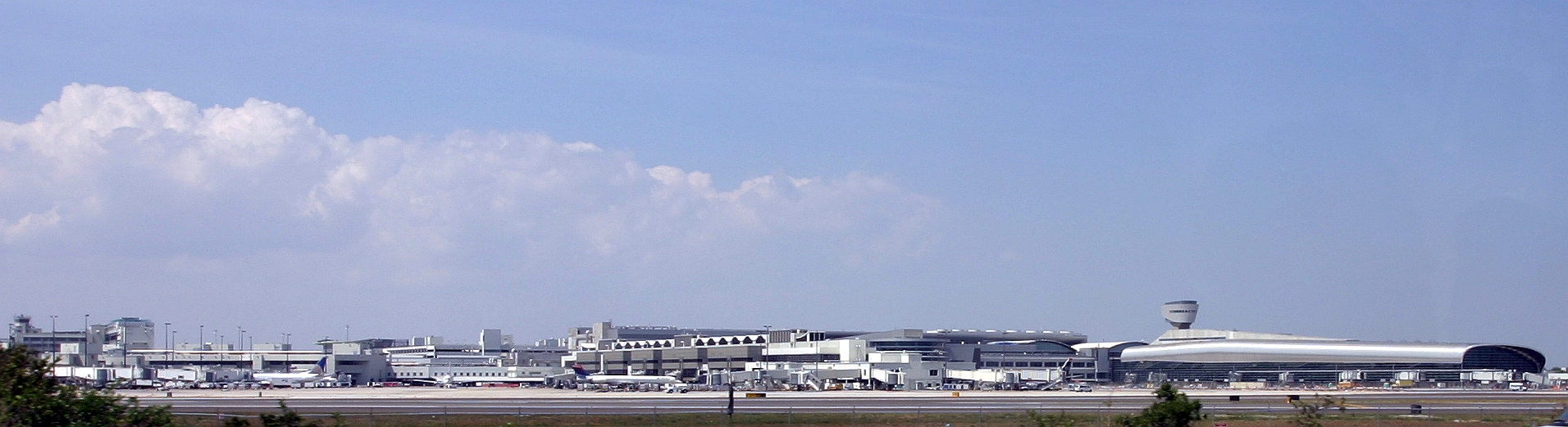
نمایی از فرودگاه

فرودگاه بین‌المللی میامی (به انگلیسی: Miami International Airport) فرودگاهی بین‌المللی است که در شهر میامی در ایالت فلوریدا واقع شده و از پر رفت‌وآمدترین فرودگاه‌های آمریکا می‌باشد.

## شرکت‌های هواپیمایی و مقصدهای پروازی

### مسافری
| شرکت‌های هواپیمایی                                | مقصدهای پروازی |
| ------------------------------------------------ | --- |
| آئروفلوت                                         | شرمتیوو |
| ارولینیاس آرژانتیناس                             | مینیسترو پیستارینی |
| ایر لینگاس                                       | دوبلین (آغاز از ۱ سپتامبر ۲۰۱۷) |
| آئرومکزیکو                                       | مکزیکو سیتی |
| آئرومکزیکو کانکت                                 | منیول کرسسنسیو ریجون |
| ایر کانادا روژ                                   | مونترآل-پییر الیوت ترودو، پیرسون تورنتو |
| ایر اروپا                                        | مادرید-باراخاس |
| ایر فرانس                                        | مارتینیک امه سزر، شارل دوگل پاریس، پوانت آ پیتر، توسن لوورتور |
| آلیتالیا                                         | لئوناردو دا وینچی-فیومیچینو |
| امریکن ایرلاینز                                  | و. س. برد، کویین بیاتریکس، هارتسفیلد-جکسون آتلانتا، ثرگود مارشال بالتیمور واشینگتن، گرانتلی ادمز، بارسلونا-ال پرات، ارنستو کورتیسوز، فیلیپس اس. دبلیو. گلدسان، تانکردو نوس، ال. اف. وید، ال دورادو، لوگان، برازیلیا، مینیسترو پیستارینی، آلفونسو بونییا آراگون، ایگناسیو اگرامنته، کانکون، کینتانا رو، هوگو چاوز، سیمون بولیوار، رافائل ناندز (آغاز از ۱۵ دسامبر ۲۰۱۷), شارلوت داگلاس، اوهر شیکاگو، خائیمه گنزالز، کوزومل، هاتو، دالاس-فورت ورث، دنور، متروپولیتن شهرستان وین دیترویت، مارتینیک امه سزر، اوون رابرتس، ماریس بیشاپ، لا آررا، خوزه خواکین د اولمدو، بردلی، خوزه مارتی، فرنک پئیز، جرج بوش، نورمن مانلی، ال آلتو، مک‌کاران، دنیل اودوبر کیروش، خورخه چاوز، هیترو لندن، لس‌آنجلس، مادرید-باراخاس، اوگوستو سزار ساندینو، ادواردو گومز، لا چینیتا، خوزه ماریا کوردوا، مکزیکو سیتی، میلانو مالپنسا، سنگستر، کراسکو، مونترآل-پییر الیوت ترودو، نشویل (آغاز از ۲۳ اوت ۲۰۱۷), لوئیز آرمسترانگ نیو اورلنان، جان اف کندی، لاگواردیا، لیبرتی نیوآرک، اورلاندو، توکومن، شارل دوگل پاریس، فیلادلفیا، فینکس اسکای هاربر، پوانت آ پیتر، توسن لوورتور، پیارکو، پراویدنشیالز، گریگوریو لوپرون، پونتا کانا، نیو کیتو، رالی-دورهام، ریو دوژانیرو گالیائو، خوآن مانوئل گالوس، آبل سانتاماریا، هنری ئی. رولسن، رابرت ل. بریدشو، لامبرت-ست لوی، هوانورا، پرینسس جولیانا، سیرل گری کینگ، سن آنتونیو، سن دیه‌گو، سانفرانسیسکو، خوآن سانتاماریا، لوئیز مونز مارین، رامون ویلدا مورالس، السالوادور، ویرو ویرو، کومودورو ارتورو مرینو بنیتز، سیباو، لا امریکاس، سائو پائولو گوارولوس، سیاتل-تاکوما، تمپا، تونکنتین، پیرسون تورنتو، تالسا، اکلاهما، خوآن گئوآلبرتو گومس، دالس واشینگتن، ملی رونالد ریگان واشینگتن فصلی: منطقه‌ای شهرستان ایگل، سالت‌لیک‌سیتی، سان سالوادور چارتر: آنتونیو ماکئو |
| امریکن ایگل                                      | هارتسفیلد-جکسون آتلانتا، آستین، فیلیپس اس. دبلیو. گلدسان، برمینگهم-شاتلسورث، ایگناسیو اگرامنته، چارلستون، خائیمه گنزالز، سینسیناتی/کنتاکی شمالی، کلیولند هاپکینز، پورت کلمبوس، کوزومل، مارتینیک امه سزر، گرند باهاما، محلی گینزویل، اکسوما، پیدمونت تراید، جرج بوش، ایندیاناپلیس، جکسنویل، کانزاس‌سیتی، کی وست، لا رومانا، دنیل اودوبر کیروش، لوئیویل، مارش هاربر، ممفیس، منیول کرسسنسیو ریجون، مینیاپولیس−سنت پل، ژنرال ماریانو اسکبیدو، نشویل، لیندن پیندلینگ، لوئیز آرمسترانگ نیو اورلنان، لاگواردیا، نورفک، نورث الوثرا، صحرایی اپلی، توکومن، پنساکولا، پیتسبورگ، پوانت آ پیتر، ریچموند، خوآن مانوئل گالوس، لامبرت-ست لوی، محلی تالاهاسی، تمپا، شهرستان وستچستر (پایان در ۲۷ اوت ۲۰۱۷) فصلی: ارنستو کورتیسوز، پراویدنشیالز، سان سالوادور |
| آروبا ایرلاینز                                   | کویین بیاتریکس چارتر: ایگناسیو اگرامنته، خوزه مارتی، فرنک پئیز، آبل سانتاماریا |
| آسترین ایرلاینز                                  | وین |
| اویانکا                                          | ارنستو کورتیسوز، ال دورادو، آلفونسو بونییا آراگون، رافائل ناندز، خوزه ماریا کوردوا |
| اویانکا السالوادور                               | لا آررا، اوگوستو سزار ساندینو، رامون ویلدا مورالس، السالوادور |
| اویانکا پرو                                      | خورخه چاوز |
| اویانکا برزیل                                    | سائو پائولو گوارولوس |
| اویور ایرلاینز                                   | ژنرال خوزه آنتونیو آنسوآتگی |
| باهاماس‌ایر                                       | لیندن پیندلینگ |
| بولیویانا دو اویاسیون                            | خورخه ویلسترمان، ویرو ویرو |
| بریتیش ایرویز                                    | هیترو لندن |
| BVI Airways                                      | ترانس بی. لتسام |
| Canadian North                                   | چارتر فصلی: هلفکس استانفیلد، جان سی. منرو همیلتن، لندن، گریتر مانکتن، مک‌دونالد-کارتیر اتاوا، ژان لوساژ شهر کبک، وینیپگ جیمز آرمسترانگ ریچاردسون |
| کاریبین ایرلاینز                                 | پیارکو |
| کیمن ایرویز                                      | جرارد اسمیت، اوون رابرتس |
| Choice Aire اجرا توسط Swift Air                  | چارتر: خوزه مارتی |
| Choice Aire اجرا توسط Xtra Airways               | رامون ویلدا مورالس |
| Choice Airways اجرا توسط Swift Air               | چارتر: اتلنتیک سیتی، نشویل چارتر فصلی: خوزه مارتی، پونتا کانا، آبل سانتاماریا |
| کوپا ایرلاینز                                    | توکومن |
| دلتا ایرلاینز                                    | هارتسفیلد-جکسون آتلانتا، لوگان (آغاز از ۲۳ دسامبر ۲۰۱۷), متروپولیتن شهرستان وین دیترویت، خوزه مارتی، مینیاپولیس−سنت پل، جان اف کندی، لاگواردیا، اورلاندو فصلی: لس‌آنجلس |
| دلتا کانکشن                                      | فصلی: پورت کلمبوس، ایندیاناپلیس، لاگواردیا، رالی-دورهام، ملی رونالد ریگان واشینگتن |
| دومینیکن وینگز                                   | پونتا کانا، لا امریکاس |
| ایسترن ایر لاینز                                 | لس‌آنجلس، جان اف کندی چارتر: سیمون بولیوار، چدی جیگن، خوزه مارتی، فرنک پئیز، پونتا کانا، آبل سانتاماریا |
| ال عال                                           | بن گوریون (برقراری مجدد از ۱ نوامبر ۲۰۱۷) |
| یورو وینگز اجرا توسط سان‌اکسپرس دویچلند           | کلن بن |
| First Air                                        | چارتر فصلی: مک‌دونالد-کارتیر اتاوا |
| فن‌ایر                                            | هلسینکی (برقراری مجدد از ۱ اکتبر ۲۰۱۷) |
| فرانتیر ایرلاینز                                 | بوفالو نیاگارا (آغاز از ۱۰ دسامبر ۲۰۱۷), اوهر شیکاگو، سینسیناتی/کنتاکی شمالی (آغاز از ۴ اکتبر ۲۰۱۷), کلیولند هاپکینز (آغاز از ۵ اکتبر ۲۰۱۷), دنور، متروپولیتن شهرستان وین دیترویت (آغاز از ۵ اکتبر ۲۰۱۷), مک‌کاران, لانگ آیلند مک‌آرتور (آغاز از ۵ اکتبر ۲۰۱۷), ژنرال میچل (آغاز از ۵ اکتبر ۲۰۱۷), فیلادلفیا، تی. اف. گرین (آغاز از ۵ اکتبر ۲۰۱۷), لوئیز مونز مارین (آغاز از ۵ اکتبر ۲۰۱۷), ترنتون-مرسر (آغاز از ۶ اکتبر ۲۰۱۷) فصلی: هارتسفیلد-جکسون آتلانتا، لاگواردیا |
| ایبریا ایرلاین                                   | مادرید-باراخاس |
| Interjet                                         | مکزیکو سیتی |
| کاال‌ام                                           | فصلی: اسخیپول آمستردام |
| LASER Airlines اجرا توسط World Atlantic Airlines | سیمون بولیوار |
| لان آرژانتین                                     | مینیسترو پیستارینی |
| تام ایرلاینز                                     | ول د کائس، پینتو مارتینز، ادواردو گومز، ریکایف، ریو دوژانیرو گالیائو، سائو پائولو گوارولوس |
| لان ایرلاینز                                     | ال دورادو، پونتا کانا، کومودورو ارتورو مرینو بنیتز |
| لان کلمبیا                                       | ال دورادو |
| لان پرو                                          | خورخه چاوز |
| لوفت‌هانزا                                        | فرانکفورت فصلی: مونیخ |
| پاوا دومینیکانا                                  | لا امریکاس |
| هواپیمایی قطر                                    | حمد |
| SBA Airlines                                     | سیمون بولیوار |
| هواپیمایی اسکاندیناوی                            | کپنهاگ، گاردرموئن اسلو فصلی: استکهلم-آرلاندا (آغاز از ۲۹ اکتبر ۲۰۱۷) |
| سیلور ایرویز                                     | سوت بیمینی |
| سان کانتری ایرلاینز                              | فصلی: مینیاپولیس−سنت پل چارتر: خوزه مارتی |
| سورینام ایرویز                                   | کویین بیاتریکس، چدی جیگن، یوهان ادالف پنگل |
| سوئیس اینترنشنال ایرلاینز                        | زوریخ |
| تاپ پرتغال                                       | لیسبون پورتلا |
| Thomas Cook Airlines                             | فصلی: منچستر |
| TUI fly Belgium                                  | بروکسل |
| تی‌یوآی ایرلاینز نیدرلندز                         | چارتر: اسخیپول آمستردام |
| ترکیش ایرلاینز                                   | آتاترک |
| یونایتد ایرلاینز                                 | اوهر شیکاگو، جرج بوش، لیبرتی نیوآرک، سانفرانسیسکو فصلی: دنور چارتر: خوزه مارتی |
| یونایتد اکسپرس                                   | فصلی: اوهر شیکاگو، جرج بوش، لیبرتی نیوآرک |
| Vacation Express اجرا توسط Swift Air             | چارتر فصلی: کانکون، کینتانا رو، پونتا کانا |
| ویرجین آتلانتیک                                  | هیترو لندن |
| VivaColombia                                     | خوزه ماریا کوردوا |
| ولاریس                                           | دن میگوئل هیدالگو وای کوستیا، مکزیکو سیتی |
| Wamos Air                                        | چارتر فصلی: مادرید-باراخاس |
| وست جت                                           | فصلی: پیرسون تورنتو |
| واو ایر                                          | کفلاویک |
| ایکس‌ال ایرویز فرانسه                             | فصلی: شارل دوگل پاریس |

### باری
The airport is one of the largest in terms of cargo in the United States, and is the primary connecting point for cargo between Latin America and the world. Ninety-six different carriers are involved in shifting over two million tons of freight annually and ensuring the safe travel of over 40 million passengers, according to the Miami International Airport corporate brochure. It was first in International freight and third in total freight for 2008. In 2000, LAN Cargo opened up a major operations base at the airport and currently operates a large cargo facility at the airport. Most major passenger airlines, such as امریکن ایرلاینز use the airport to carry hold cargo on passenger flights, though most cargo is transported by all-cargo airlines. یوپی‌اس ایرلاینز and فدکس اکسپرس both base their major Latin American operations at MIA.
| شرکت‌های هواپیمایی                        | مقصدهای پروازی |
| ---------------------------------------- | --- |
| Amerijet International                   | و. س. برد، کویین بیاتریکس، گرانتلی ادمز، ژنرال خوزه آنتونیو آنسوآتگی، فیلیپس اس. دبلیو. گلدسان، کانکون، کینتانا رو، هاتو، ملویل هال، مارتینیک امه سزر، چدی جیگن، ماریس بیشاپ، نورمن مانلی، خوزفا کامخو، اوگوستو سزار ساندینو، لا چینیتا، مکزیکو سیتی، منیول کرسسنسیو ریجون، توکومن، یوهان ادالف پنگل، پوانت آ پیتر، دل کریبی سانتیاگو «مارینو»، توسن لوورتور، پیارکو، لوئیز مونز مارین، رامون ویلدا مورالس، السالوادور، سیباو، لا امریکاس، رابرت ل. بریدشو، هوانورا، پرینسس جولیانا، فرودگاه‌ای. تی. جاشوا |
| آسیانا ایرلاینز                          | جان اف کندی، اینچئون |
| Avianca Cargo                            | سیلویو پتیروسی، ارنستو کورتیسوز، ال دورادو، آلفونسو بونییا آراگون، ویراکوپوس-کامپیناس، آفونسو پنا، لا آررا، خوزه خواکین د اولمدو، خورخه چاوز، ادواردو گومز، خوزه ماریا کوردوا، کراسکو، توکومن، نیو کیتو، خوآن سانتاماریا |
| کارگولوکس                                | لس‌آنجلس، لوگزامبورگ - فیندل |
| کاتای پاسیفیک                            | تد استیونز انکوریج، هنگ کنگ، جرج بوش |
| Centurion Air Cargo                      | اسخیپول آمستردام، ال دورادو، مینیسترو پیستارینی، ویراکوپوس-کامپیناس، سیمون بولیوار، گوآرانی، جرج بوش، کاتوپکسی، خورخه چاوز، لس‌آنجلس، ادواردو گومز، خوزه ماریا کوردوا، مکزیکو سیتی، کراسکو، توکومن، ریو دوژانیرو گالیائو، ویرو ویرو، کومودورو ارتورو مرینو بنیتز |
| چاینا ایرلاینز                           | تد استیونز انکوریج، جان اف کندی، جرج بوش، سانفرانسیسکو، سیاتل-تاکوما، تائویوان تایوان |
| دی‌اچ‌ال اوییشن اجرا توسط ای‌بی‌ایکس ایر     | هارتسفیلد-جکسون آتلانتا، گرانتلی ادمز، سیمون بولیوار، سینسیناتی/کنتاکی شمالی، خورخه چاوز، نشویل، اورلاندو، توکومن، یوهان ادالف پنگل، توسن لوورتور، پیارکو، خوآن سانتاماریا، لوئیز مونز مارین، لا امریکاس |
| دی‌اچ‌ال اوییشن اجرا توسط اطلس ایر         | لس‌آنجلس |
| دی‌اچ‌ال اوییشن اجرا توسط DHL Aero Expreso | ال دورادو، توکومن، خوآن سانتاماریا، رامون ویلدا مورالس |
| دی‌اچ‌ال اوییشن اجرا توسط پولار ایر کارگو  | سینسیناتی/کنتاکی شمالی |
| هواپیمایی اتحاد                          | ابوظبی، اسخیپول آمستردام، تد استیونز انکوریج، ویراکوپوس-کامپیناس، اوهر شیکاگو، هنگ کنگ، خورخه چاوز، نیو کیتو |
| فدکس اکسپرس                              | هارتسفیلد-جکسون آتلانتا، ایندیاناپلیس، ممفیس، لیبرتی نیوآرک |
| فلوریدا وست اینترنشنال ایرویز            | لا آررا، خوزه خواکین د اولمدو، ادواردو گومز، نیو کیتو، خوآن سانتاماریا، ویرو ویرو |
| IBC Airways                              | هوگو چاوز، فورت لادردیل–هالیوود، گرند باهاما، اوون رابرتس، خوزه مارتی، مارش هاربر، لیندن پیندلینگ، نورمن مانلی، سنگستر، توسن لوورتور، پراویدنشیالز، سیباو |
| KF Cargo                                 | سیمون بولیوار، خورخه چاوز، ال دورادو، آرتورو میچلنا |
| کورین ایر                                | ویراکوپوس-کامپیناس، خورخه چاوز، لس‌آنجلس، اینچئون |
| LATAM Cargo Colombia                     | اسخیپول آمستردام، ال دورادو، ویراکوپوس-کامپیناس، مادرید-باراخاس، خوزه ماریا کوردوا، توکومن، نیو کیتو، ریو دوژانیرو گالیائو |
| LATAM Cargo Brasil                       | سیلویو پتیروسی، تانکردو نوس، کابو فریو، ویراکوپوس-کامپیناس، آفونسو پنا، لا آررا، خوزه خواکین د اولمدو، ادواردو گومز، توکومن، سلگدو فیلهو، نیو کیتو، ریو دوژانیرو گالیائو، دپوتادو لوئیس ادواردو مگاهاس، خوآن سانتاماریا، سائو پائولو گوارولوس، اوریکو داگویار سالاس |
| LATAM Cargo Chile                        | اسخیپول آمستردام، سیلویو پتیروسی، مینیسترو پیستارینی، ویراکوپوس-کامپیناس، لا آررا، خورخه چاوز، خوزه ماریا کوردوا، کراسکو، نیو کیتو، خوآن سانتاماریا، کومودورو ارتورو مرینو بنیتز |
| LATAM Cargo Mexico                       | دن میگوئل هیدالگو وای کوستیا، لس‌آنجلس، مکزیکو سیتی |
| Martinair                                | اسخیپول آمستردام، ال دورادو، مینیسترو پیستارینی، ویراکوپوس-کامپیناس، لا آررا، خورخه چاوز، مکزیکو سیتی، نیو کیتو، خوآن سانتاماریا، کومودورو ارتورو مرینو بنیتز |
| هواپیمایی قطر                            | مینیسترو پیستارینی، حمد، لوگزامبورگ - فیندل، نیو کیتو، سائو پائولو گوارولوس |
| Transportes Aéreos Bolivianos            | ویرو ویرو |
| یوپی‌اس ایرلاینز                          | آستین، ال دورادو، ویراکوپوس-کامپیناس، لا آررا، خوزه خواکین د اولمدو، لوئیویل، اوگوستو سزار ساندینو، اورلاندو، توکومن، نیو کیتو، سن آنتونیو، خوآن سانتاماریا، رامون ویلدا مورالس، السالوادور، لا امریکاس |

Additional cargo carriers serving Miami
- ای‌بی‌ایکس ایر
- ایر ترنسپورت اینترنشنال
- Ameriflight
- آمریستار جت چارتر
- اطلس ایر
- Contract Air Cargo
- دی‌اچ‌ال
- Estafeta Carga Aérea
- کالیتا ایر
- مارتین‌ایر
- مانتین ایر کارگو
- Sky Lease Cargo
- Skyway Enterprises
- Southern Air
- Transcarga